# Il figlio della tempesta
Il figlio della tempesta (Deep Waters) è un film statunitense del 1948 diretto da Henry King. La sceneggiatura di Richard Murphy si basa su Spoonhandle, romanzo di Ruth Moore, pubblicato a New York nel 1946.
Nel 1949, il film ottenne la candidatura per l'Oscar ai migliori effetti speciali.

## Trama
Il giovane Hod, con disappunto della sua fidanzata Ann, abbandona i suoi studi di architettura per esercitare l'attività di pescatore.  Ann, che è un'assistente sociale dello Stato del Maine, rompe il suo fidanzamento con Hod, spiegandogli che non potrebbe mai sopportare l'idea di essere costantemente preoccupata per la sua sicurezza in mare.
Nello stesso tempo convince la sua amica Mary ad accogliere nella sua casa l'orfano undicenne Donny in cambio di piccoli lavori in campagna. Il padre e lo zio del ragazzo erano pescatori e sono morti in mare e Donny ha il mare nel sangue, per questo scappa più volte per andare in mare. Ann spera che la dura ma giusta Mary porti un po' di disciplina nella sua vita.
Il giorno seguente, Donny fa amicizia con Hod durante una battuta di caccia, ma poi questo, di ritorno da un'attività di pesca con la sua barca con il suo aiutante, il portoghese Joe, scopre Donny intento a rubare due aragoste dalle loro nasse.
Hod rimprovera duramente il ragazzo e lo riporta a casa da Mary, suggerendole, vista l'inclinazione marinaresca di questo, di affidarlo a lui per lavori sulla sua barca. La donna è d'accordo e Donny è molto felice riuscendo persino a pescare un grosso halibut che gli fa guadagnare alcuni dollari.
Ann, che è responsabile della sicurezza di Donny, affidatole dalle autorità quale assistente sociale, ha recentemente assistito alla perdita del marito in mare da parte della sua amica Molly ed è ampiamente contraria che il ragazzo vada in mare, minacciando di trasferire il ragazzo in una famiglia dell'entroterra se Hod permetterà a Donny di uscire di nuovo in mare sulla sua barca. Con riluttanza, Hod segue il consiglio della donna e comunica a Donny che egli non può più lavorare per lui. Disilluso e sentendosi rifiutato da Hod, Donny rimane sul molo guardando la barca che si allontana senza di lui.
Con l'intento di scappare di nuovo, il ragazzo ruba una macchina fotografica in un negozio per poi rivenderla a un rigattiere per poter avere il denaro per fuggire lontano da casa e per far questo ruba anche una barca a motore prendendo il largo, non accorgendosi dell'imminente arrivo di una tempesta.
Hod e Joe stanno per rientrare dalla loro battuta di pesca, ma scorgono al largo la barca con il ragazzo in difficoltà nel mare ormai in burrasca e a prezzo della loro vita e di finire essi stessi con la loro barca sugli scogli, riescono a trarre in salvo Donny.
Rendendosi conto che non si può vietare al ragazzo la sua passione per il mare, Ann acconsente che Donny torni a lavorare per Hod.
Donny felice corre a casa per dire a Mary la buona notizia, ma qui trova lo sceriffo e il rigattiere a cui Donny ha venduto la macchina fotografica rubata. Vergognandosi, Donny ammette il furto e implora Ann e Mary di non dire a Hod che egli sarà inviato nel vicino riformatorio, temendo che Hod non voglia per questo più rivederlo.
Hod, non vedendo più il ragazzo, chiede a Ann dove si trovi, ma la giovane, mantenendo la promessa fatta, non glielo dice. Hod inizia allora a indagare e scopre la verità, cioè che il ragazzo è nel riformatorio.
Intenzionato ad adottare Donny, Hod si reca con la barca presso il tribunale del riformatorio. Con l'aiuto di un vecchio amico del giudice, di Mary, anch'essa amica del giudice, e di Ann, convocata quale assistente sociale responsabile del ragazzo, il giudice alla fine acconsente alla richiesta di adozione.
Donny però non vuole essere adottato da Hod, temendo che questi non sappia che egli è stato un ladro, ma quando Hod stesso gli rivela che egli sa quello che è accaduto e che si può sbagliare una volta, basta che non si ripeti l'errore, il ragazzo felice lo abbraccia.
Donny, con Hod e Ann, ormai uniti per sempre si allontanano con la barca.

## Produzione
Il film venne prodotto dalla Twentieth Century Fox Film Corporation usando i titoli di lavorazione Fisherman Takes e Wife and Deep Water.

## Distribuzione
La prima del film negli Stati Uniti si tenne il giorno 8 luglio del 1948 a New York.